# Christy Walsh

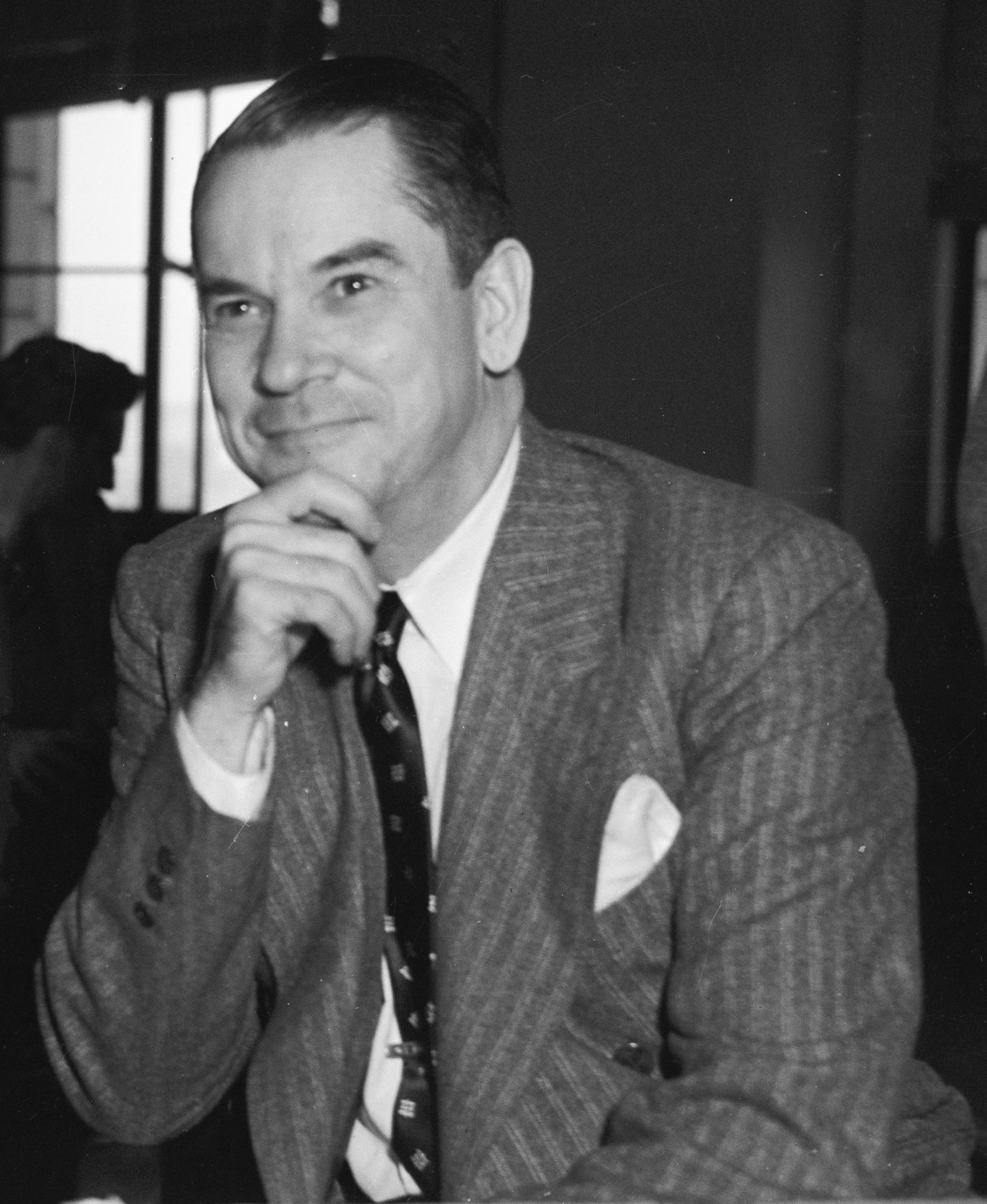
Christy Walsh

Walter Christy Walsh (* 2. Dezember 1891 in St. Louis; † 29. Dezember 1955 in North Hollywood) war ein US-amerikanischer Baseball-Sportagent und Ghostwriter.

## Leben
Walsh machte 1911 seinen Abschluss am St. Vincents College in Los Angeles. Obwohl er ausgebildeter Rechtsanwalt war, arbeitete er zunächst in New York als Reporter und Karikaturist bei der Zeitung Los Angeles Herald und in der Werbung für Maxwell-Chalmers Automobile.

### Ghostwriting und Veröffentlichungen
Im Jahr 1921 schrieb Walsh seinen ersten Artikel als Ghostwriter für den Flieger Eddie Rickenbacker. Beide teilten sich die Einnahmen von ungefähr 800 US-Dollar und Walsh begründete mit diesem Artikel das Ghostwriting. Nachdem ihm seine Arbeit in der Werbung gekündigt wurde, beschloss er, hauptberuflich als Ghostwriter für Sportler zu arbeiten. So gründete er das Ghostwriting-Syndikat, das er zwischen 1921 und 1938 erfolgreich leitete. Er stellte bekannte Sportjournalisten wie unter anderem Ford Frick, Damon Runyon, Bozeman Bulger und Gene Fowler ein, die nun über Baseball schrieben. Zur Veröffentlichung handelte Walsh Verträge mit renommierten Zeitungen aus – in den Jahren zwischen 1921 und 1936 verdienten so die Sportjournalisten 100.000 Dollar.
Anfang der 1950er Jahre verfasste Walsh das Buch Baseballs Greatest Lineup und veröffentlichte einen Sportkalender.

### Tätigkeit als Sport-Agent
Neben Ty Cobb, Dizzy Dean, Roger Hornsby, John McGraw und Lou Gehrig vertrat Walsh als Agent auch Babe Ruth. Die Zusammenarbeit mit Ruth gestaltete sich unter Walshs Betreuung äußerst erfolgreich. Walsh wirkte nicht nur als Ruths, sondern auch Manager, Promoter und Sekretär, wie Jane Leavy in ihrer Ruth-Biografie The Big Fella schrieb. Neben der Vermarktung von Babe-Ruth-Kleidung, Babe-Ruth-Uhren, Babe-Ruth-Schokoriegeln brachte Walsh Ruth ins Kino und auf die Seiten des Magazins Variety und ließ ihn mit berühmten Persönlichkeiten fotografieren. So legte Walsh den Grundstein für die heutige Vermarktung beliebter Sportler.

### Wirken als Schauspieler
Walsh versuchte sich auch als Schauspieler und wirkte in drei Filmen mit: 1931 in Carry On gefolgt von Rawhide (1938) und The Pride of the Yankees (1942). Außerdem war er Sportdirektor der Weltausstellung von 1939/1940 in New York City.

## Privates
Walsh war bis zur Scheidung im Jahr 1935 mit Madeline Souden verheiratet. Sein Sohn Christy Walsh Jr. wurde am 23. April 1926 in New York City geboren. Er war Schriftsteller und veröffentlichte 1984 das Buch Babe. Walsh Jr. war mit Peggy Cobb verheiratet, die ebenfalls Schriftstellerin war und deren Bücher zum Teil verfilmt wurden; sie hatten drei Kinder.